# Zwaartekrachtdam

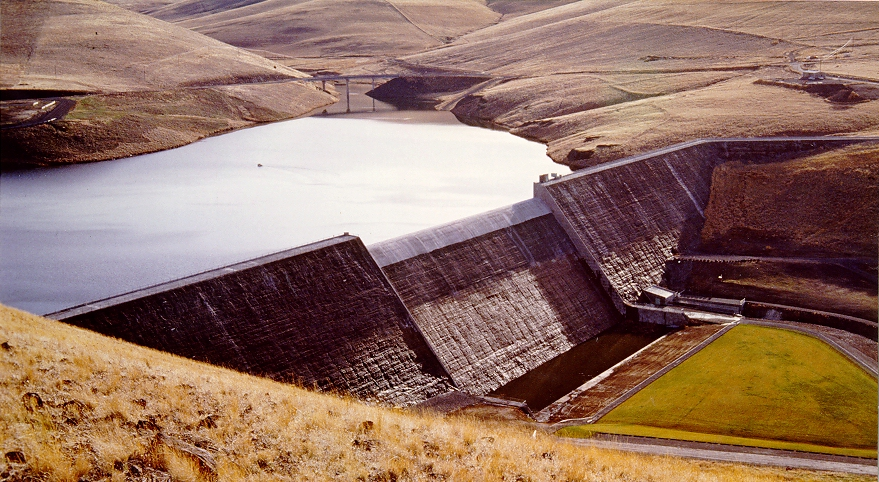
Willow Creek Dam in Oregon, een zwaartekrachtdam van met walsen verdicht beton

Een zwaartekrachtdam is een dam die is gebouwd van beton of stenen metselwerk en die is ontworpen om water tegen te houden door alleen gebruik te maken van het gewicht van het materiaal en de weerstand ervan tegen de fundering. Zwaartekrachtdammen zijn zo ontworpen dat elk deel van de dam stabiel is en onafhankelijk van elk ander deel van de dam. Vaak wordt een mengsel van grof zand of grond met cement gebruikt.  

## Kenmerken
Voor zwaartekrachtdammen zijn doorgaans stevige, rotsachtige funderingen met een hoog draagvermogen nodig (licht verweerd tot maagdelijk), hoewel ze in zeldzame gevallen ook op aarde zijn gebouwd.
De stabiliteit van de dam hangt in de eerste plaats af van de inwendige hoek van wrijving van het gebruikte bouwmateriaal. Hierdoor wordt de dam vrij breed. Bovendien is een zwaartekrachtdamconstructie door de stijve structuur slecht bestand tegen differentiële zettingen van de fundering (d.w.z. de ene plek van de fundering zakt meer dan de andere), omdat de damconstructie hierdoor kan scheuren.
Het grootste voordeel van zwaartekrachtdammen ten opzichte van dijken is de erosiebestendigheid van beton, wat bescherming biedt tegen schade door kleine overstromende watermassa's. Onverwacht grote overstromingen vormen nog steeds een probleem, omdat ze de fundering van de dammen kunnen beschadigen. Een nadeel van zwaartekrachtdammen is dat de grote betonnen constructies gevoelig zijn voor destabiliserende opwaartse druk ten opzichte van de omliggende grond. Opwaartse druk kan worden verminderd door interne en funderingsdrainagesystemen.
Tijdens de bouw kan het uitharden van beton grote hoeveelheden warmte genereren. Het slecht geleidende beton houdt deze warmte vervolgens tientallen jaren vast in de damconstructie, waardoor het plastische beton uitzet en vatbaar wordt voor scheuren tijdens het afkoelen. Het is de taak van de ontwerper om ervoor te zorgen dat dit niet gebeurt.

## Ontwerp
Zwaartekrachtdammen worden gebouwd door eerst een groot stuk land in een riviergedeelte weg te graven. Nadat deze bovengrond is verwijderd moet de bodem worden getest om er zeker van te zijn dat deze het gewicht van de dam en het water kan dragen. Het is belangrijk om ervoor te zorgen dat de grond niet in de loop van de tijd erodeert, waardoor het water om of onder de dam heen kan stromen.
Zodra de fundering geschikt is, kan de bouw van de dam beginnen. Soms worden zwaartekrachtdammen gebouwd van een sterk materiaal zoals beton of stenen blokken, en in een driehoekige vorm gebouwd om de meeste steun te bieden. Het probleem daarbij is wel dat de naden tussen deze stenen waterdicht moeten zijn. Dit kan bekomen worden door het damlichaam van mager beton (beton met een laag cementgehalte) te maken. Het risico daarbij is wel het ontstaan van krimpscheuren tijden het uitharden.

## Classificaties
De meest voorkomende classificatie van zwaartekrachtdammen is op basis van de materialen waaruit de constructie is samengesteld. Betonnen dammen omvatten:
- Massabetondammen, gemaakt van:
  - Conventioneel beton: Dworshak Dam, Grand Coulee Dam
  - Walsverdicht beton (in het Engels roller compacted concrete, RCC) : Willow Creek Dam (Oregon), Upper Stillwater Dam
- Metselwerk: Aswandam Pathfinder Dam, Cheesman Dam
- Holle zwaartekrachtdammen, gemaakt van gewapend beton: Braddock Dam

Samengestelde dammen zijn een combinatie van betonnen dammen en dijkdammen. De bouwmaterialen van composietdammen zijn dezelfde als die voor beton- en dijkdammen.

## Aardbevingen
Zwaartekrachtdammen zijn gebouwd om de zwaarste aardbevingen te weerstaan. Hoewel de fundering het gewicht van de dam en al het water kan dragen, is deze toch behoorlijk flexibel. Deze absorbeert namelijk een grote hoeveelheid energie en geeft deze af aan de aardkorst. Als de dam zou breken, zou er namelijk een enorme hoeveelheid water stroomafwaarts stromen en alles op zijn pad verwoesten. Aardbevingen vormen desondanks het grootste gevaar voor zwaartekrachtdammen. Daarom moeten ze elk jaar en na elke grote aardbeving worden getest op scheuren, duurzaamheid en sterkte. Hoewel verwacht wordt dat zwaartekrachtdammen 50 tot 150 jaar meegaan, moeten ze wel onderhouden en regelmatig vervangen worden.